# 654 TCN
654 TCN là một năm trong lịch La Mã.

## Sự kiện
- Enna được thành lập ở Sicily.
- Ngày truyền thống của tổ chức Abdera trong Thrace bởi các thực dân từ Clazomenae.[1]
- Ngày truyền thống thành lập Akanthos bởi Andros.[1]
- Ngày truyền thống thành lập Lampsacus bởi Phocaea.[1]